# Municipio de Salem (condado de Granville)
El municipio de Salem (en inglés: Salem Township) es un municipio ubicado en el  condado de Granville en el estado estadounidense de Carolina del Norte. En el año 2010 tenía una población de 1.884 habitantes.

## Geografía
El municipio de Salem se encuentra ubicado en las coordenadas 36°22′50.52″N 78°33′20″O / 36.3807000, -78.55556.